# Vernon Dobtcheff
Vernon Dobtcheff, né le 14 août 1934 à Nîmes, est un acteur franco-britannique. Tournant aussi bien en français qu'en anglais, il apparaît au cinéma et à la télévision dans de nombreuses productions anglophones.

## Biographie
Né à Nîmes de parents russes, il grandit en Angleterre, dans le Sussex. C'est également en Angleterre qu'il débute sur scène en 1960, au Mercury Theatre de Colchester. Il joue ensuite au théâtre Old Vic. Il tient son premier rôle au cinéma en 1965 dans Ces merveilleux fous volants dans leurs drôles de machines. Il partage sa carrière entre le Royaume-Uni, la France et d'autres pays européens, tenant de nombreux seconds rôles au cinéma et à la télévision et continuant d'apparaître au théâtre.

## Filmographie

### Cinéma
- 1965 : Ces merveilleux fous volants dans leurs drôles de machines de Ken Annakin : Membre de l'équipe française (non crédité)
- 1965 : Darling chérie de John Schlesinger : critique d'art à l'expo Ralph Riggs (non crédité)
- 1965 : Le démon est mauvais joueur (Return from the Ashes) de J. Lee Thompson : homme qui neutralise la bagarre
- 1966 : Jeunes gens en colère (The Idol) de Daniel Petrie : homme à la soirée
- 1967 : La Mégère apprivoisée (The Taming of the Shrew) de Franco Zeffirelli : le pédant
- 1968 : Maldonne pour un espion (A Dandy in Aspic) de Anthony Mann : Stein
- 1969 : Assassinats en tous genres (The Assassination Bureau) de Basil Dearden : Muntzov
- 1969 : Baby Love (en) de Alastair Reid : l'homme au cinéma
- 1969 : Anne des mille jours (Anne of the Thousand Days) de Charles Jarrott : Mendoza
- 1970 : Darling Lili de Blake Edwards : Otto Kraus
- 1970 : Ils de Jean-Daniel Simon : Brisbane
- 1971 : Le Monstre des oubliettes (en) (The Beast in fhe Cellar) de James Kelley : Newsmith
- 1971 : Les Cavaliers (The Horsemen) de John Frankenheimer : Zam Hajji
- 1971 : Un violon sur le toit (Fiddler on the Roof) de Norman Jewison : l'officiel russe
- 1971 : Les Mariés de l'an II de Jean-Paul Rappeneau : pasteur Toby
- 1971 : Nicolas et Alexandra (Nicholas and Alexandra) de Franklin J. Schaffner : Docteur Lazovert
- 1972 : Marie Stuart, reine d'Écosse (Mary, Queen of Scots) de Charles Jarrott : Duc de Guise
- 1972 : Les Contes de Canterbury (I racconti di Canterbury) de Pier Paolo Pasolini : le franklin
- 1972 : Up the Front (en) de Bob Kellett : Muller
- 1972 : Far from Dallas de Philippe Todelano :
- 1973 : Chacal (The Day of the Jackal) de Fred Zinnemann : l'interrogateur
- 1973 : L'Impossible Objet (Story of the Love Story) de John Frankenheimer
- 1973 : Giordano Bruno de Giuliano Montaldo
- 1974 : Marseille contrat (The Marseille Contrat) de Robert Parrish : Lazare
- 1974 : En voiture, Simone (Soft Beds, Hard Battles) de Roy Boulting : le curé
- 1974 : Le Crime de l'Orient-Express (Murder on the Orient Express) de Sidney Lumet : le concierge
- 1974 : Parfum de femme (Profumo di donna) de Dino Risi : Don Carlo (non crédité)
- 1975 : Galileo de Joseph Losey : le premier secrétaire
- 1975 : Le Jeu avec le feu d'Alain Robbe-Grillet : un messager
- 1975 : India Song de Marguerite Duras : Georges Crawn
- 1975 : Sept Hommes à l'aube (Operation: Daybreak) de Lewis Gilbert : Pyotr
- 1975 : Le Chat et la Souris de Claude Lelouch : le complice de Germain
- 1975 : Le Messie de Roberto Rossellini (Il Messia) : Samuel
- 1975 : Le Sauvage de Jean-Paul Rappeneau : M. Coleman
- 1977 : Joseph Andrews de Tony Richardson : Fop 2
- 1977 : L'Espion qui m'aimait (The Spy Who Loved Me) de Lewis Gilbert : Max Kalba
- 1977 : Il était une fois la Légion (March or Die) de Dick Richards : le méchant caporal
- 1978 : La Petite Fille en velours bleu d'Alan Bridges : Lamberti
- 1978 : L'Ordre et la sécurité du monde de Claude d'Anna : le réceptionniste
- 1978 : L'Amour en question d'André Cayatte : Peter, le consul anglais à Nice
- 1979 : A Question of Faith de Colin Nears : Mikhail Mikhailovich
- 1980 : Nijinski (Nijinsky) de Herbert Ross : Sergei Grigoriev
- 1981 : San-Antonio ne pense qu'à ça de Joël Séria : un tueur russe
- 1981 : Condorman de Charles Jarrott : l'agent russe
- 1981 : L'Amour nu de Yannick Bellon : John le patron de Claire
- 1982 : La Nuit de Varennes de Ettore Scola : le juge à la confiscation
- 1982 : Enigma de Jeannot Szwarc : le haut responsable
- 1982 : Nutcracker (en) de Anwar Kawadri : Markovitch
- 1984 : Ronde de nuit de Jean-Claude Missiaen : James, le majordome
- 1984 : Gwendoline de Just Jaeckin :
- 1984 : Mon ami Washington de Helvio Soto :
- 1985 : Morenga de Egon Günther : Lohmann
- 1985 : Mata Hari de Curtis Harrington : le procureur
- 1986 : Caravaggio de Derek Jarman : l'amateur d'art
- 1986 : Je hais les acteurs de Gérard Krawczyk : Fritz Kesselberger
- 1986 : Le Nom de la rose de Jean-Jacques Annaud : Hughes de Newcastle
- 1987 : Maschenka (en) de John Goldschmidt : Yasha
- 1987 : Testimony de Tony Palmer : Gargolovski
- 1988 : Catacombs, les couloirs de l'enfer (en) de David Schmoeller : frère Timothy
- 1988 : L'Otage de l'Europe de Jerzy Kawalerowicz : Hudson Lowe
- 1988 : Natalia de Bernard Cohn : Alfred Grabner
- 1988 : L'Île de Pascali (Pascali's Island) de James Dearden
- 1988 : Madame Sousatzka de John Schlesinger : le critique musical
- 1989 : Splendor d'Ettore Scola : le curé Don Arno
- 1989 : Indiana Jones et la Dernière Croisade (Indiana Jones and the last crusade) de Steven Spielberg : le majordome du château
- 1989 : Berlin-Jérusalem (Berlin-Yerushalaim) d'Amos Gitaï : l'éditeur
- 1990 : Vincent et moi de Michael Rubbo : Dr Winkler
- 1990 : Les Frères Krays (The Krays) de Peter Medak : un professeur
- 1990 : La Fuite au paradis (Fuga del paradiso) d'Ettore Pasculli : Merrill
- 1990 : The Garden de Derek Jarman :
- 1990 : Hamlet de Franco Zeffirelli : Reynaldo
- 1991 : L'Âge de vivre (Let him have it) de Peter Medak : le greffier du tribunal
- 1992 : Les Enfants du naufrageur de Jérôme Foulon :
- 1992 : Toutes peines confondues de Michel Deville : Thurston, d'Interpol
- 1992 : Venice/Venice (en) de Henry Jaglom : Alexander
- 1992 : Obiettivo indiscreto de Massimo Mazzucco :
- 1993 : M. Butterfly de David Cronenberg : l'agent Etancelin
- 1993 : L'Heure du cochon de Leslie Megahey : l'apothicaire
- 1995 : Jefferson à Paris (Jefferson in Paris) de James Ivory : l'interprète du roi
- 1995 : England, My England (en) de Tony Palmer : Dr. Pratt
- 1996 : Le Roi des Aulnes (Der Unhold) de Volker Schlöndorff : l'avocat
- 1996 : Surviving Picasso de James Ivory : Diaghilev
- 1996 : Jude de Michael Winterbottom : le conservateur
- 1997 : La Montagne muette de Frédéric Gonseth : l'ingénieur
- 1997 : Anna Karénine (Anna Karenina) de Bernard Rose : Pestov
- 1997 : Déjà Vu (en) de Henry Jaglom : Konstantine
- 1998 : Jinnah de Jamil Dehlavi : Lord Willingdon
- 1998 : Hilary et Jackie (Hilary and Jackie) d'Anand Tucker : professeur Bentley
- 1998 : Spanish Fly (en) de Daphna Kastner : l'ami de Carl
- 1998 : Vigo, histoire d'une passion (Vigo) de Julien Temple : Papa Lozinska
- 1998 : St. Ives (en) de Harry Hook : Bonnefoy
- 1999 : Dreaming of Joseph Lees (en) de Eric Styles : le médecin italien
- 1999 : The Strange case of Delphina Potocka of the Mystery of Chopin de Tony Palmer : le lecteur à la galerie d'art
- 2000 : Le Prof d'Alexandre Jardin : Patte Folle
- 2000 : Falling Through de Colin Bucksey : le père
- 2001 : Le Tombeau (The Body) de Jonas McCord : Monsignor
- 2001 : Revelation de Stuart Urban : le curé à Rennes-le-Château
- 2001 : Festival in Cannes de Henry Jaglom : l'escorte de Millie
- 2001 : The Order de Sheldon Lettich : Oscar
- 2002 : La Sirène rouge d'Olivier Megaton : Vitali
- 2002 : Merci Docteur Rey d'Andrew Litvack : François
- 2002 : The Wonderland Experience de Ben Hardyment : Vincent
- 2003 : Brocéliande de Doug Headline : Brennos
- 2004 : Before Sunset de Richard Linklater : le manager de la librairie
- 2004 : Evilenko de David Grieco : Bagdasarov
- 2004 : Pontormo de Giovanni Fago : Riccio
- 2005 : L'Empire des loups de Chris Nahon : Kudseyi
- 2005 : Iznogoud de Patrick Braoudé : Kitussé
- 2005 : American Haunting (An American Haunting) de Courtney Solomon : le premier homme âgé
- 2005 : Othello : A South African Tale de Eubulus Timothy : Brabantio
- 2006 : Hors de prix de Pierre Salvadori : Jacques
- 2008 : Astérix aux Jeux olympiques de Frédéric Forestier : un druide (non crédité)
- 2008 : Le Plaisir de chanter d'Ilan Duran Cohen : le lecteur du bar
- 2010 : Godforsaken de Jamil Dehlavi : le chirurgien
- 2010 : Un seul deviendra invincible : Rédemption (Undisputed III : Redemption) d'Isaac Florentine : Rezo
- 2012 : Zarafa de Rémi Bezançon et Jean-Christophe Lie : la voix du vieux sage
- 2012 : La Vie d'une autre de Sylvie Testud : Dimitri Speranski
- 2012 : La Clinique de l'amour de Artus de Penguern : Johnattan Stork
- 2013 : The Best Offer (La migliore offera) de Giuseppe Tornatore : le président de l'Académie
- 2013 : La grande bellezza de Paolo Sorrentino : Arturo
- 2014 : Seven Lucky Gods de Jamil Dehlavi : Lawrence
- 2014 : Horsehead de Romain Basset : George
- 2014 : Le Garçon invisible (Il ragazzo invisibile) de Gabriele Salvatores : Artiglio
- 2017 : HHhH de Cédric Jimenez : Emile Hacha
- 2018 : Le 15 h 17 pour Paris (The 15: 17 to Paris) de Clint Eastwood : le vieil homme

### Télévision
- 1965 : The Debussy Film, impressions on the french composer de Ken Russell : The Actor
- 1966-1967-1968-1969 : Chapeau melon et bottes de cuir : Personnages secondaires divers dans plusieurs épisodes à chaque saison de la première série
- 1967 : Le Saint (épisode Pièges en tous genres)
- 1968 : Les Champions (épisode Trafic d'armes)
- 1969 : Doctor Who (épisode The War Games) : le chef scientifique.
- 1971 : Le 16 à Kerbriant : le lieutenant puis capitaine SS Wolf
- 1973 : Pour Vermeer de Jacques Pierre
- 1973: Thriller de Brian Clemens: Un écho de Thérésa
- 1974 : À vous de jouer Milord de Christian-Jaque : N° 2
- 1974 : Les Brigades du Tigre (épisode Visite incognito) de Victor Vicas
- 1975 : Michel Strogoff de Jean-Pierre Decourt : Harry Blount
- 1975 : Au bois dormant de Pierre Badel
- 1976 : Simplicius, Simplicissimus de Fritz Umgelter : Dr Canard
- 1978 : Lulu de Marcel Bluwal : le Prince Escerny
- 1978 : Les Brigades du Tigre, épisode Cordialement vôtre de Victor Vicas : Sir Charles, ambassadeur de Grande-Bretagne
- 1981 : Masada de Boris Sagal : grand prêtre romain
- 1982 : Marco Polo de Giuliano Montaldo : Pietro D'Abano
- 1983 : Wagner, série télévisée de Tony Palmer : Giacomo Meyerbeer
- 1984 : Dans la tourmente de Michael Braun : M. Bernard
- 1984 : L'Homme de Suez de Christian-Jaque
- 1985 : A.D. : Anno Domini : Titus Flavius Sabinus, le consul
- 1986 : Si c'était demain de Jerry London : Boris Melnikov
- 1987 : La dolce casa degli orrori de Lucio Fulci : L'exorciste
- 1990 à la télévision 1990 : En cas de bonheur de Paul Vecchiali
- 1991 : Maguy (saison 7, épisode 37 SOS Vampires) : Docteur Dragos
- 1991 : Zorro (saison 2, épisode 18) : Andres Bolanos
- 1992 : Frankenstein de David Wickes
- 1993 : Highlander (saison 1, épisode 14 A la santé du diable) de Ray Austin : Carlo Luchesi
- 1995 : Hercule Poirot (saison 6, épisode 1 Le Noël d'Hercule Poirot) de Edward Bennett : Simeon Lee
- 1995 : Le Fils de Paul de Didier Grousset : Duval
- 1996 : Highlander (saison 4, épisode 15 Sous la foi du serment) de Paolo Barzman) : Hamad
- 1996 : Le Club des Cinq (saison 1, épisode 4) : Monsieur Roland
- 1997 : Quasimodo Notre-Dame de Paris : le père Michel
- 1998 : Father Ted : un vétéran nazi
- 2001 : Largo Winch : le père Maurice
- 2005 : Sœur Thérèse.com (épisode Thérèse et le voyant) de Jean-Piere Hermelin et Vincenzo Marano : Claude Hourvitz
- 2006 : Un ciclone in famiglia (saison 2, épisode 3) : le docteur Mozart
- 2007 : La Légende des trois clefs de Patrick Dewolf : l'anthropologue Gilles Clément
- 2009 : L'Internat : Dimitri Lendorff
- 2011 : The Borgias de Neil Jordan : Cardinal Verscucci
- 2011 : Les Petits Meurtres d'Agatha Christie (épisode 9 Un cadavre sur l'oreiller) d'Éric Woreth : Anatole Deschanel
- 2015 : Peplum : Plutarque
- 2017 : The Crown (saison 2, épisode 5 Horloger du palais)
- 2017 : La Folle Aventure des Durrell (saison 2, épisode 2 et 3) : M. Kralefsky
- 2018 : The Romanoffs de Matthew Weiner : Mr Audran

## Théâtre
- 1969 : Les Garçons de la bande de Mart Crowley, mise en scène Jean-Laurent Cochet, Théâtre Édouard VII
- 1970 : Les Trois Sœurs d'Anton Tchekhov, mise en scène Sacha Pitoëff, Théâtre des Célestins
- 1976 : L'Homme de cendres d'André Obey, mise en scène Jean-Pierre André, Festival de Vaison-la-Romaine